# Історія Аландських островів

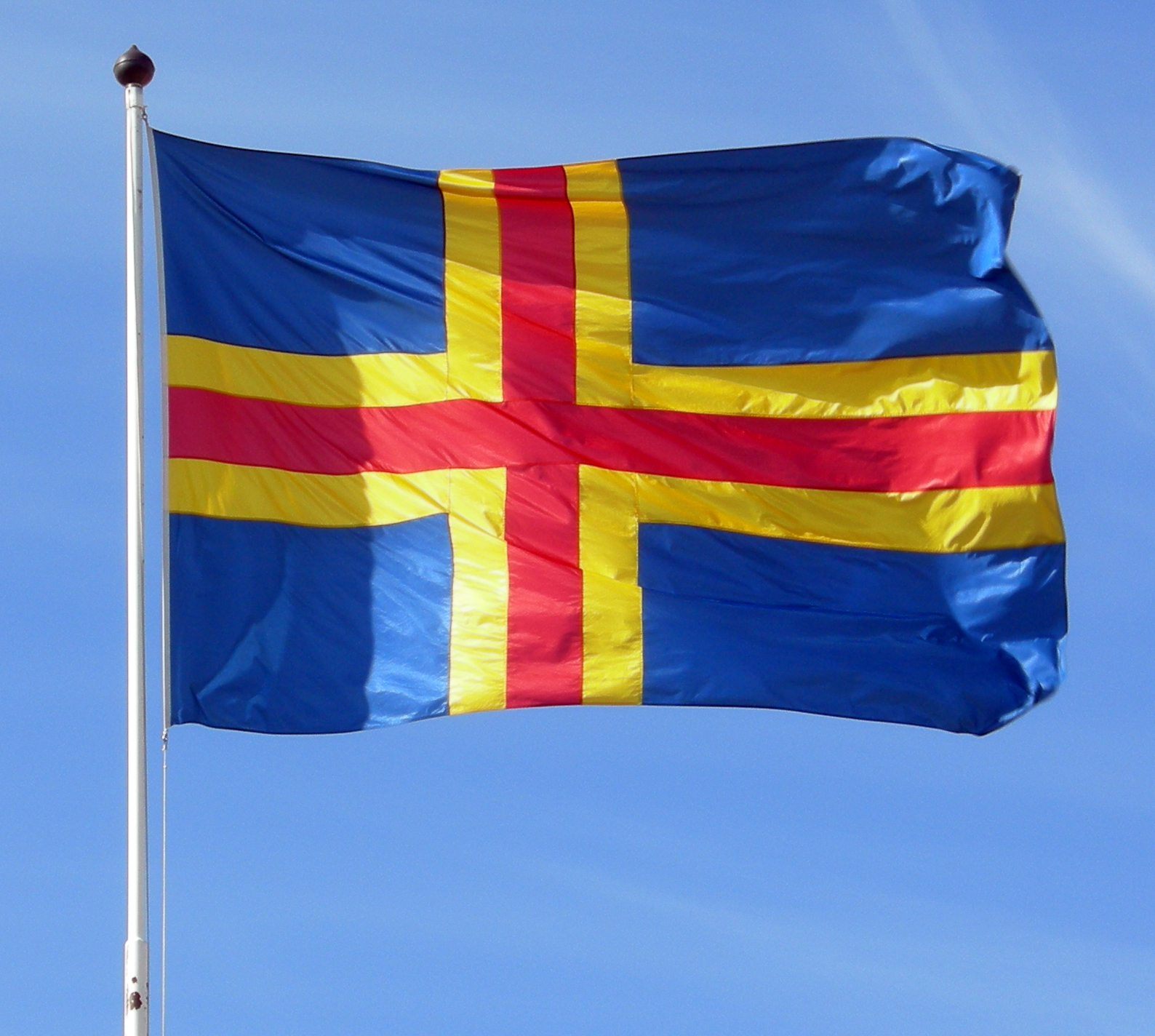
Прапор Аландських островів

Історію Аландських островів можна простежити з моменту, коли люди вперше досягли архіпелагу в період неоліту приблизно в 4000 році до нашої ери.

## Геологія та доісторія

### Період палеоліту
Близько 18 000 років до нашої ери, під час Віслинсьнського зледеніння, товстий льодовий покрив простягнувся над Скандинавією, який зрештою відступив від островів близько 9000 років до нашої ери. Близько 8000 року до нашої ери найвищі вершини затопленого тоді архіпелагу піднялися з Балтійського моря. Рівень моря змінювався, але сухопутний міст до Аландських островів так і не утворився, що вказує на те, що перші люди припливли на човнах або прийшли льодом.
Завдяки ефекту форбалджа після танення льодовикових шапок територія навколо Аландських островів усе ще піднімається на кілька міліметрів на рік, незначно розширюючи поверхню архіпелагу.

### Період неоліту

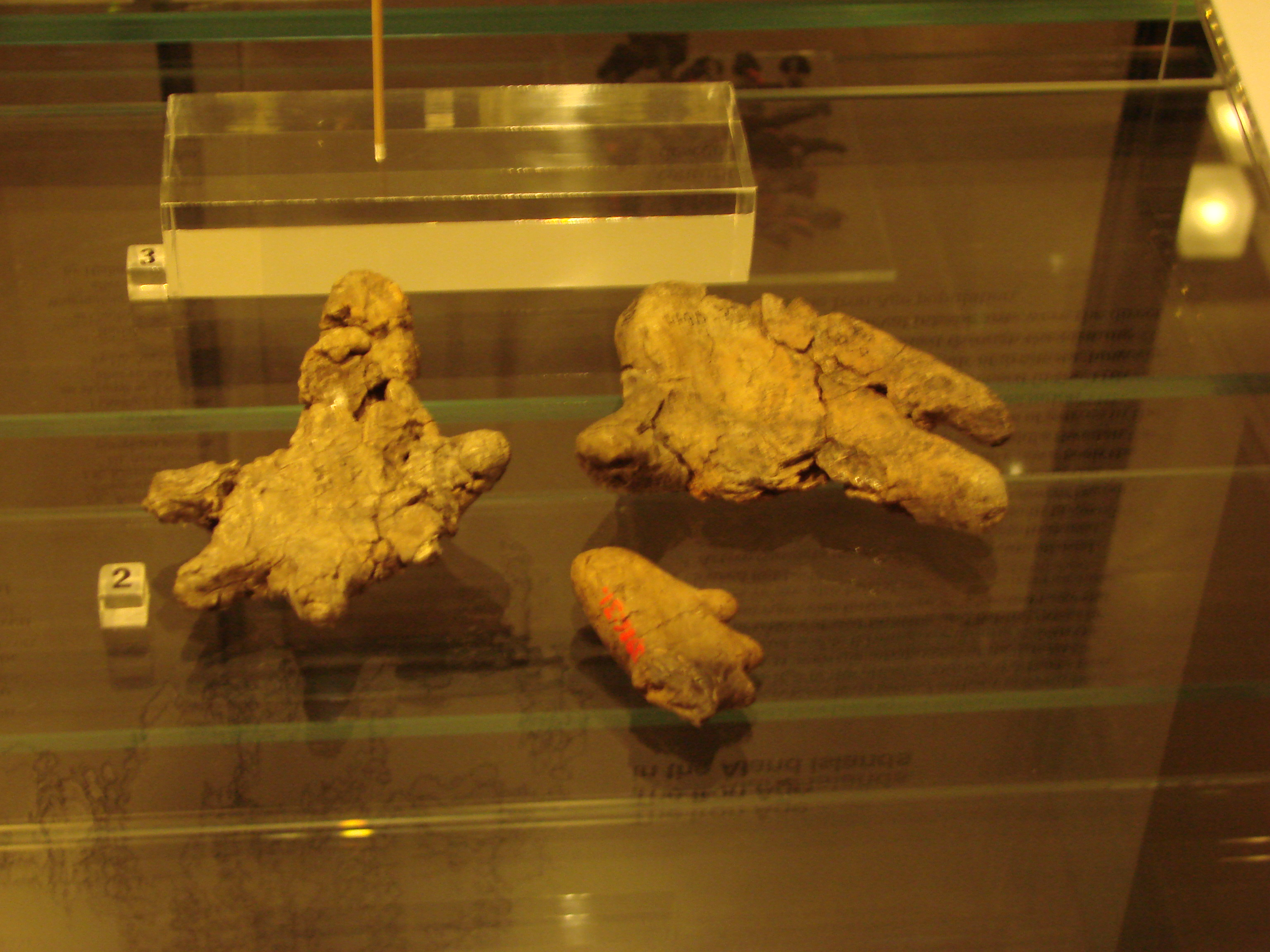
Ритуальні глиняні лапи ведмедя кам'яного віку з Аландських островів.

Було знайдено артефакти людських останків, кераміки та кісток тварин, що датуються ще середнім неолітом (приблизно 4000 р. до н. е.). Ці найдавніші знахідки вказують на присутність на той час людини на островах. Їхні культури були скандинавськими, спочатку це була культура ямкового посуду, а пізніше до неї приєдналася культура гребінчастої кераміки.

## Літочислення до 1809 року
- ХІІ століття: Аландські острови могли бути зайняті Еріком Святим, інші джерела стверджують, що Аландські острови вже були невід'ємною частиною Швеції.
- 1324: Фінляндія (включно з островами) стала герцогством.
- 1300—1600: замок Кастельхольм був центром низки битв і набігів.
- 1324: Нотеборзький мир. Фінляндія та острови, включені до складу Швеції.
- 1397—1523: Кальмарська унія: панування Данії.
- 1581: Фінляндія стала Великим князівством.
- 1634: Конституція Швеції. Острови були частиною уряду Обо (Фінляндія)
- 1714: Острови завойовані московським царем Петром І.
- 1714—1721: Аландські острови були атаковані та спустошені московськими військами Петра І; більшість населення тоді втекла до Швеції.
- 1721: Ніштадський мир. Фінляндія (крім Виборга) повернена Швеції.
- 1743: Абоський мир: частина Фінляндії відійшла до Росії.
- 1808: Фінська війна між Швецією та Росією.
- Вересень 1809 р. — Фредріксхамнський договір: Фінляндія та острови переходять до Росії.[7]

## Тривають спалахи малярії
В результаті великої кількості на Аландських островах комарів Anopheles claviger малярія була ендемічною щонайменше 150 років, із серйозними спалахами, які були зареєстровані у XVIII столітті, а також у 1853 і 1862 роках.

## Хронологія до 1919 року

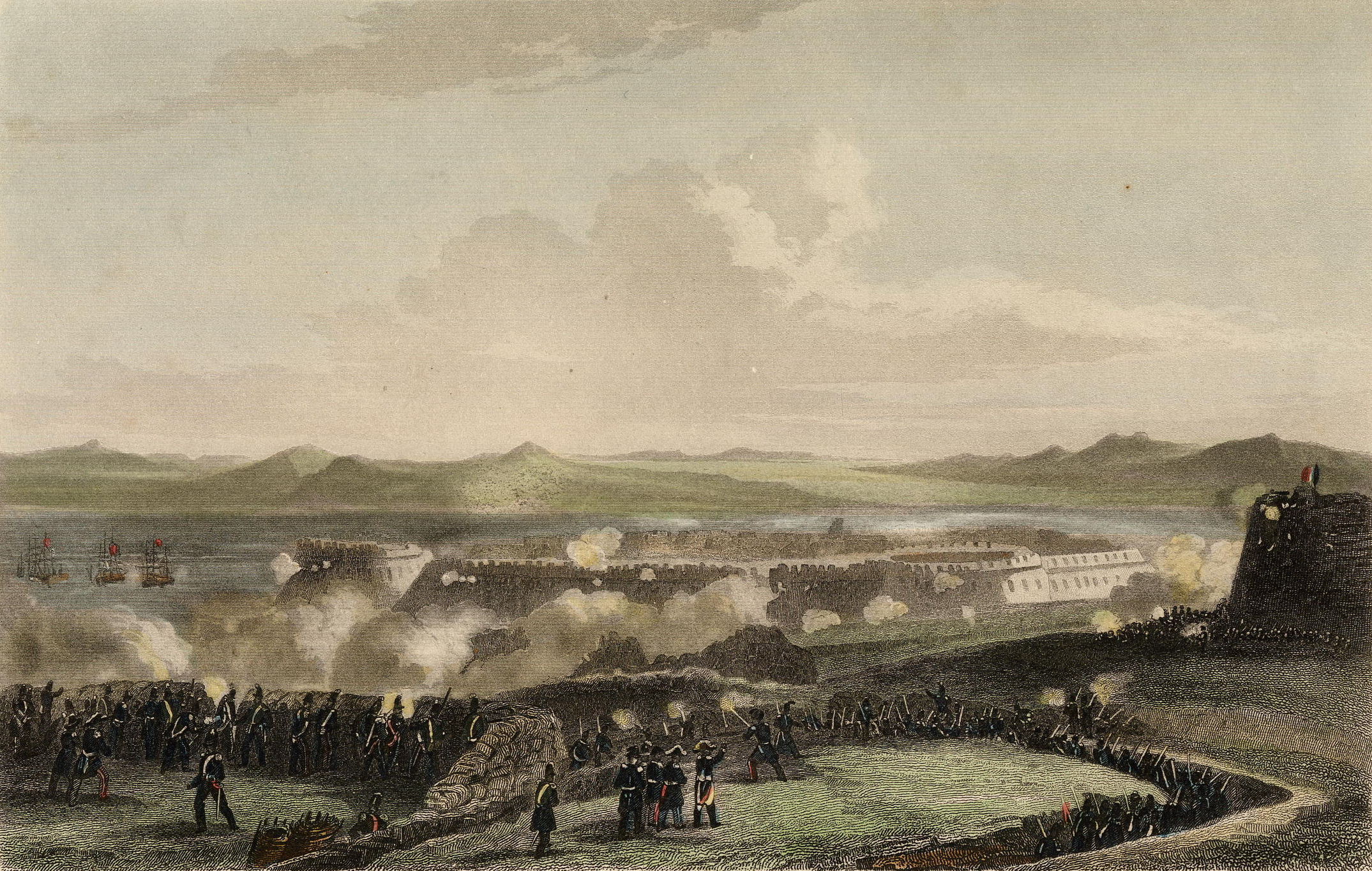
Солдати в окопах і артилерійських батареях обстрілюють фортецю Бомарсунд під час Аландської війни в 1854 році.

- в. 1835: Почалося будівництво фортеці Бомарсунд.
- 1853: Сильний спалах малярії.[8]
- 1854 — битва під Бомарсундом: під час Кримської війни відбувається англо-французьке вторгнення на Аландські острови. Коаліційні сили атакують і руйнують фортецю Бомарсунд. Британський прем'єр-міністр Пальмерстон протестував проти цього укріплення близько двадцяти років тому, але безрезультатно.
- 1856 — Паризький договір: мирна конвенція забороняє укріплення островів.[9]
- Березень 1856: Сполученим Королівством, Францією та Росією укладеною Аландською конвенцією, за якою було вирішено демілітаризувати острови.
- 1862: стався ще один сильний спалах малярії.[8]
- 1877: Прокладено телеграфний кабель з Марієгамна до Ністада.
- 1892: у Марієгамні встановлено перший телефон.[10]
- 1906: на островах розміщено російський гарнізон. Деяку увагу було приділено попередньому Паризькому договору, коли Росія під приводом припинення контрабанди зброї до Фінляндії розмістила на островах значні військово-морські та військові сили.
- 1907: Росія вимагає від Франції та Великої Британії анулювати угоду Конвенту.
- 1907: Таємний договір Бьорке (Росія та Німеччина), який дає Росії розв'язку для розміщення військових сил на островах.
- 1914: Початок Першої світової війни: Росія зміцнює острови.
- 1916: Росія ремілітаризувала острови та використовувала їх як базу підводних човнів.
- 1917 — Російська революція: Фінляндія проголошує незалежність. Мешканці острова через референдум (25–29 грудня) вимагають возз'єднання зі Швецією.
- 1918: Радянський уряд, Швеція та Німеччина визнають незалежність Фінляндії, Швеції та Німеччини. Однак більшовицькі сили висаджуються на островах як частина Російської революції. Пізніше на острови вторгається Швеція (лютий) і зрештою їх окупує Німеччина (березень-жовтень).
- 1918: на міжнародному рівні остров'яни благають про возз'єднання зі Швецією.
- 1919: 18 березня Швеція виносить це питання на Паризьку мирну конференцію, але острови залишаються частиною Фінляндії.[9]
- 1921: Аландська конвенція відновлює демілітаризований статус островів.